# Bojong Pondok Terong
Bojong Pondok Terong is een bestuurslaag in het regentschap Depok van de provincie West-Java, Indonesië. Bojong Pondok Terong telt 32.000 inwoners (volkstelling 2010).